# Forusràcids
Els forusràcids (Phorusrhacidae) foren unes aus carnívores no voladores, els depredadors dominants a Sud-amèrica durant la major part del Cenozoic, 62 a 0,1 milions d'anys.

## Descripció
Tenien una alçada d'1 a 3 m. Es creu que els seus parents actuals més propers són les sèries de 80 centímetres d'alçada (31 polzades). Titanis walleri, una de les espècies més grans, es coneix a Texas i Florida a Amèrica del Nord. Això fa que els forusàcids siguin l'únic gran depredador sud-americà conegut que va emigrar cap al nord al Gran Intercanvi americà que va seguir la formació del pont terrestre de l'Istme de Panamà (el pols principal de l'intercanvi va començar fa uns 2,6 Ma; Titanis a 5 Ma va ser primerenc). migrant cap al nord).
Una vegada es va creure que T. walleri es va extingir a Amèrica del Nord al voltant del moment de l'arribada dels humans, però les datacions posteriors dels fòssils de Titanis no van proporcionar proves de la seva supervivència després d'1,8 Ma. No obstant això, els informes de l'Uruguai mostren noves troballes d'una forma relativament petita (Psilopterus) datats de fa 18.000 i 96.000 anys implicarien que els forusràcids hi van sobreviure fins fa molt poc temps (és a dir, fins al Plistocè final). Amb tot, l'informe inicial d'una data tan recent ha estat qüestionat.
Els forusràcids són coneguts col·loquialment com a «aus del terror», car les espècies més grosses eren els depredadors dominants i uns dels carnívors més temibles de llur hàbitat. Les seves ales evolucionaren en estructures en forma de ganxo que podien ser utilitzades com a braços i per a clavar-se en la presa. La gran majoria de les espècies petites, així com algunes de les més grans, eren bones corredores.
Els animals vivents més propers als forusràcids són els sarians.

## Taxonomia
Després de la revisió feta per Alvarenga i Höfling, actualment hi ha 5 subfamílies, que contenen 13 gèneres i 17 espècies:
- Subfamília Brontornithinae - espècies gegantines, de més de 2 metres d'alçada
  - Gènere Brontornis
    - Brontornis burmeisteri

  - Gènere Paraphysornis
    - Paraphysornis brasiliensis

  - Gènere Physornis
    - Physornis fortis
- Subfamília Mesembriornithinae - de talla mitjana (1-1,5 metres d'alçada)
  - Gènere Mesembriornis
    - Mesembriornis incertus
    - Mesembriornis milneedwardsi
- Subfamília Patagornithinae - de talla mitjana i bastant febles, d'un metre i mig d'alçada
  - Gènere Andalgalornis
    - Andalgalornis steulleti

  - Gènere Andrewsornis
    - Andrewsornis abbotti

  - Gènere Patagornis
    - Patagornis marshi
- Subfamília Phorusrhacinae - espècies gegantines, però més petites i febles que els Brontornithinae
  - Gènere Devincenzia
    - Devincenzia pozzi

  - Gènere Phorusrhacos
    - Phorusrhacos longissimus

  - Gènere Titanis
    - Titanis walleri
- Subfamília Psilopterinae - espècies petites d'entre 70 i 100 cm d'alçada
  - Gènere Paleopsilopterus
    - Paleopsilopterus itaboraiensis

  - Gènere Procariama
    - Procariama simplex

  - Gènere Psilopterus
    - Psilopterus affinis
    - Psilopterus bachmanni
    - Psilopterus colzecus
    - Psilopterus lemoinei

Alvarenga and Höfling no van incloure Ameghinornithinae ni Aenigmavis sapea, espècies europees, dins el grup dels forusràcids, ja que opinen que el primer grup en són parents propers, mentre que l'espècie Aenigmavis és de posició taxonòmica incerta.